# Henry Hazlitt

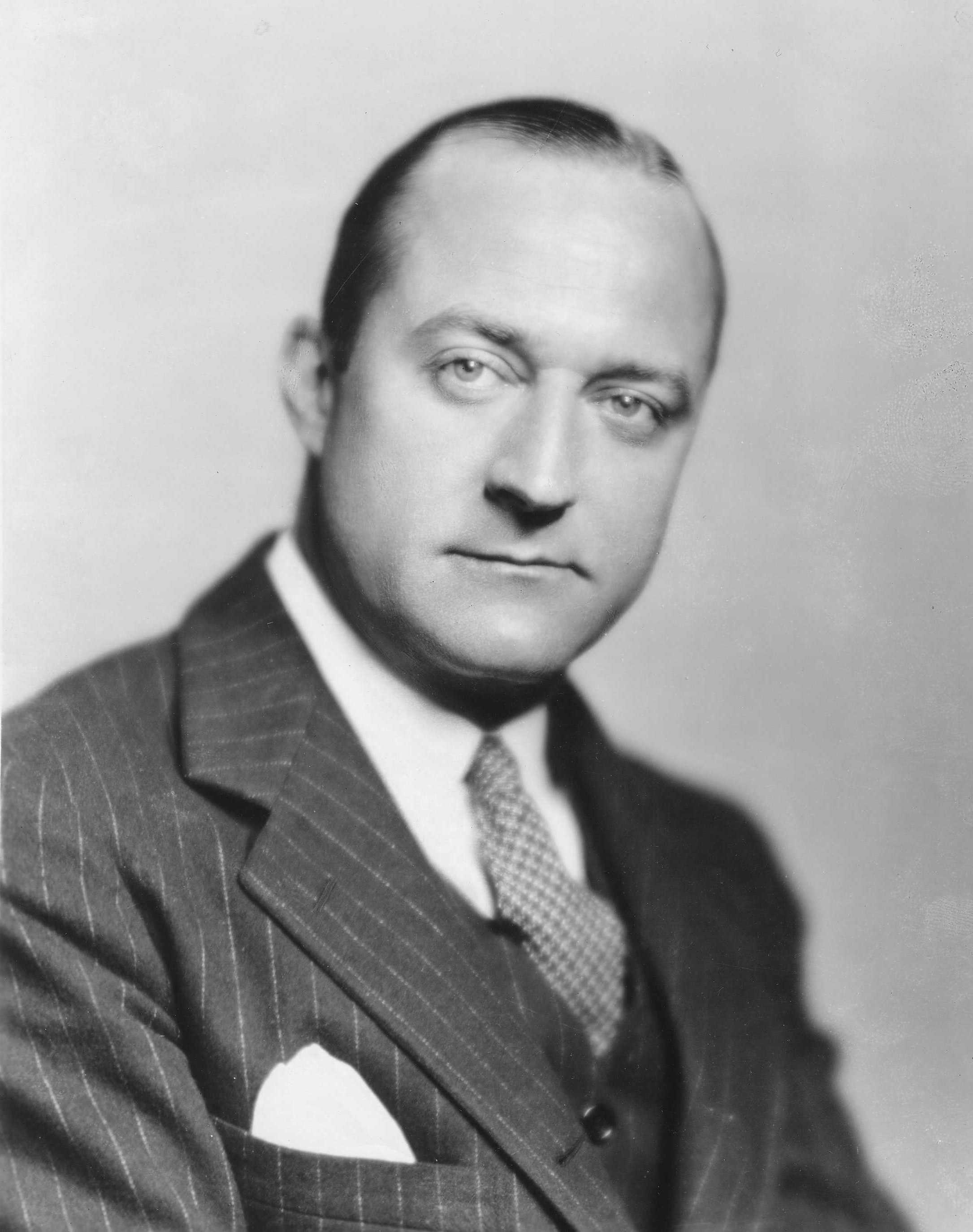
Henry Hazlitt

Henry Stuart Hazlitt (* 28. November 1894 in Philadelphia, Pennsylvania; † 9. Juli 1993 in Fairfield, Connecticut) war ein einflussreicher US-amerikanischer Journalist und Ökonom. Bekannt wurde er durch seine Arbeiten zur Verteidigung freier Märkte und seine Kritik an staatlichen Eingriffen in die Wirtschaft.

## Leben
Henry Stuart Hazlitt wurde 1894 in Philadelphia geboren. Sein Vater starb, als Henry noch ein Kleinkind war. Im Alter von sechs Jahren wurde er an das Girard College geschickt, ein Heim für vaterlose Jungen. Später zog er mit seiner Mutter nach Brooklyn, wo Hazlitt die öffentliche Schule besuchte. Ursprünglich wollte er Psychologie in Harvard studieren, musste diesen Plan jedoch aus finanziellen Gründen aufgeben. Nach kurzer Zeit am City College of New York begann er, als Journalist zu arbeiten.
Seine Karriere begann er beim Wall Street Journal als Stenograf. Bereits 1916 veröffentlichte er im Alter von 21 Jahren sein erstes Buch, Thinking as a Science. Später arbeitete er für verschiedene Zeitungen, darunter das Wall Street Journal, The Nation, The American Mercury, Newsweek und die New York Times.

## Werk
Hazlitts bekanntestes Buch, Economics in One Lesson, erschien 1946 und wurde ein Bestseller. Es erklärt in klarer, einfacher Sprache die Konsequenzen staatlicher Eingriffe in die Wirtschaft und wurde in zahlreiche Sprachen übersetzt.
Ein weiteres wichtiges Werk ist The Failure of the “New Economics” (1959), eine detaillierte Kritik an John Maynard Keynes’ General Theory. Hazlitt schrieb auch über ethische Grundlagen des Kapitalismus, darunter The Foundations of Morality (1964).
Hazlitt verfasste zahlreiche Bücher und Artikel für Zeitschriften. Seine Arbeiten erschienen zudem in Fachzeitschriften und Sammelbänden.
Als Verfechter des freien Unternehmertums griff er auf die Ideen von Ökonomen wie Ludwig von Mises und Friedrich August von Hayek zurück und trug dazu bei, deren Theorien einem breiten Publikum nahe zu bringen. Hazlitt beeinflusste u. a. Milton Friedman oder Paul Samuelson. Er war ein prominenter Vertreter der Österreichischen Schule und ein engagierter Kritiker des Keynesianismus. Hazlitt war Mitglied der Mont Pèlerin Society.

## Privates
Hazlitt war mit Frances S. Kanes verheiratet, die 1991 verstarb. Die letzten Jahre seines Lebens verbrachte er in einem Pflegeheim in Fairfield, Connecticut. Zuvor lebte Hazlitt in Wilton. Er starb 1993 im Alter von 98 Jahren.